# Trioxsalen
Trioxsalen (trimethylpsoralen, Trioxysalen hoặc Trisoralen) là một furanvitymarin và một dẫn xuất psoralen. Nó được lấy từ một số cây, chủ yếu là Psoralea corylifolia. Giống như các psoralens khác, nó gây ra sự nhạy cảm với da. Nó được sử dụng tại chỗ hoặc bằng đường uống kết hợp với UV-A (dạng tia cực tím ít gây tổn hại nhất) để điều trị bằng liệu pháp trị liệu đối với bệnh bạch biến  và bệnh chàm tay. Sau khi quang hóa, nó tạo ra các liên kết chéo giữa các DNA trong DNA, có thể gây chết tế bào theo chương trình trừ khi được sửa chữa bởi các cơ chế tế bào. Trong nghiên cứu, nó có thể được kết hợp với thuốc nhuộm cho kính hiển vi đồng tiêu và được sử dụng để hình dung các vị trí tổn thương DNA. Hợp chất này cũng đang được khám phá để phát triển các oligonucleotide antisense có thể được liên kết chéo đặc biệt với chuỗi mRNA đột biến mà không ảnh hưởng đến các bản phiên mã thông thường khác nhau ở một cặp cơ sở duy nhất.